# Synapse
Synapse je spojení dvou neuronů (nebo smyslové buňky a neuronu), sloužící k předávání vzruchů. V dnešní době[kdy?] je považována za „jednotku“ aktivity mozku namísto neuronu.
K synapsi dochází chemicky (což je častější způsob v centrální nervové soustavě, se zpožděním cca 1ms) anebo elektricky (gap junction), což vede k rychlé synchronizaci a koordinaci neuronální aktivity, a synapse tvoří konexony složené z konexinů, tj. pórů umožňujících tok náboje.

## Úvod

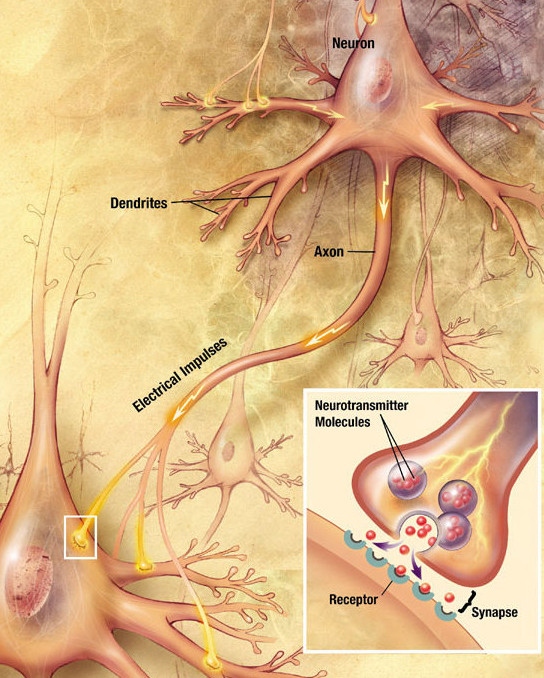
Ilustrace základního schématu synapse. Elektrochemická vlna nazývaná akční potenciál je přenášena podél axonu neuronu. Ve chvíli, kdy dorazí k synapsi, vyvolá uvolnění molekul neurotransmiteru, které se následně navážou na druhé straně štěrbiny na specializované molekuly – receptory a dojde k přenosu akčního potenciálu na sousední neuron.

Mozek člověka obsahuje stovky miliard buněk (nervových a gliových) a ke každé nervové buňce (neuronu) přísluší 20–1000 synapsí. V dnešní době je ve výpočetní neurovědě považována synapse za „jednotku“ mozku. Lidský mozek obsahuje těchto synapsí pravděpodobně triliony. Nové výzkumy ukazují, že odvozená kapacita je větší než petabajt. Ovšem využívaná struktura může být mnohem jednodušší. Jako synapse je označována část buněčného obalu neuronu, který vydává neurotransmiter, synaptická štěrbina a část buněčného obalu neuronu, která obsahuje receptory, které na sebe vážou neurotransmitery.
Elektrický signál (neboli akční potenciál) putuje z těla neuronu přes axon (potažený myelinovou pochvou) k terminálům, což jsou místa kontaktu s dendrity. Zde dochází k přenosu informace na jiný neuron pomocí synaptické štěrbiny. Poté, co k ní doputuje akční potenciál, tak se uvolní chemické látky (neurotransmitery), které putují synaptickou štěrbinou a na druhé straně se navážou na receptory (specializované molekuly), aktivují se postsynaptické receptory a dojde k vytvoření postsynaptického potenciálu. Poté, co dojde k vytvoření dostatečného množství těchto postsynaptických potenciálů (a jejich součet překročí kritickou mez), je vytvořen nový akční potenciál, který putuje k dalšímu neuronu.

## Převod vzruchu
Synapse nepřivádějí informaci pouze jedním směrem, nicméně kvůli refrakterní době je převod signálu zpět znemožněn. Zpoždění převodu informace je přibližně 0,5–25 ms. Nedochází k převodu jednotlivých vzruchů, ale k přenosu dojde vždy až po sečtení vzruchů z několika axonů (prostorová sumace) či po sečtení vzruchů z jednoho axonu, které následují rychle po sobě (časová sumace). Vedení vzruchu může navíc ulehčit tzv. facilitace, kdy vzruchy převedené některými axony ulehčí převod vzruchu z dalšího neuronu.

### Mechanismus převodu vzruchu
K převodu nedochází elektricky (přestože je iniciátorem elektrický signál), ale látkově. Do synaptické štěrbiny se uvolňují mediátory (chemické látky, neurotransmitery), které způsobí změnu permeability membrány. Následně dochází k depolarizaci a buď k excitaci synapse (převede vzruch) či k inhibici synapse (hyperpolarizace a nepřevedení vzruchu). Účinkem mediátorů (neurotransmiterů) tedy vznikají excitační či inhibiční potenciály. Tyto potenciály se následně sčítají a dle toho, zda převáží inhibiční či excitační vzruchy, dochází k centrálnímu podráždění či útlumu. Stabilizačními elementy jsou transsynaptické proteinové komplexy (neurexin/neuroligin, cadheriny, ephrinB) a perineuronální sítě.

## Chemická synapse
Celkem je v mozku cca 100 bilionů synapsí a neuronů okolo 86 miliard, tj. průměrný neuron v kůře má několik tisíc synaptických vstupů s extrémem Purkyňovy buňky mozečku s cca 200 000 synapsemi, často obalena nasedajícím výběžkem astrocytu (tripartitní synapse). Neurony se v synapsích přímo nedotýkají, je mezi nimi mezera (synaptická štěrbina) o šířce asi 20-40 nm. Spojení se uskutečňují mezi nervovými zakončeními jednoho neuronu a vstupní membránou dalšího neuronu. Jako vstupní membrána je označována membrána dendritů a buněčného těla neuronu.
Jestliže přijde po nervovém vlákně určitého neuronu k nervovému zakončení signál v podobě akčního potenciálu, který lze označit jako signál elektrický, nepřejde ve stejné podobě na další neuron, ale přenese se na další neuron v podobě signálu chemického: z nervového zakončení se vyloučí chemická látka – neurotransmiter, která způsobí vznik synaptického potenciálu na dalším neuronu. (Po „vylití“ do synaptické štěrbiny se molekuly neurotransmiteru vážou na receptory v synaptické membráně následného neuronu. Zde vyvolávají malé změny propustnosti membrány pro ionty sodíku.)

### Části synapse
- presynaptický terminál – slouží k uvolnění a následné zpětné vychytávání neurotransmiterů
- synaptická štěrbina – umožňuje difúzi uvolněného neurotransmiteru, šířka 20-40 nm, synaptické zpoždění cca 1ms
- postsynaptická část – tvoří receptory aktivované transmiterem

#### presynaptický terminál
Presynaptický terminál zajišťuje uvolnění transmiteru v návaznosti na depolarizaci a je složen z vezikul s neurotransmitery, u glutamátu v jedné vazikule 3000 – 20 000 molekul, obsahuje aparát pro Ca2+-dependentní uvolnění transmiterů a podpůrné proteiny (cytoskelet, enzymy), mitochondrie (metabolické funkce pokrývající energetickou náročnost synaptického přenosu a také syntéza některých transmiterů), transportéry pro zpětné vychytávání (reuptake) transmiterů a presynaptické receptory (zpětnovazebná regulace). Presynaptický terminál obsahuje v průměru cca 300 vezikul naplněných transmitery, ovšem pouze část dostupná k okamžitému uvolnění (readily releasable pool vs. reserve pool) a vezikulární fúze (uvolnění kvanta transmiterů,), tj. kvantový synaptický přenos, nekvantový je méně častý a méně významný. K vlastnímu uvolnění transmiteru dochází v tzv. aktivní zóně, způsobené depolarizací membrány a otevřením napěťově řízených vápníkových kanálů (N-type a P/Q-type). Kalcium-dependentní fúze vezikuly s membránou a exocytóza neurotransmiteru do synaptické štěrbiny
Vezikulární cyklus obsahuje tyto fáze
- uptake – Vezikulární transportéry jsou naplněny neurotransmitery
- docking – přesun do aktivního zóny a uchycení k membráně, změna reserve pool na readily releasable pool, regulováno synapsiny (hlavně synapsin II), synapsiny po kalcium-dependentní fosforylaci (v návaznosti na synaptickou aktivitu) uvolňují vezikuly z rezervního poolu
- priming – příprava vezikulu na fúzi (ATP-dependentní), regulováno komplexem Rab3a/RIM-Munc13 a prostorově asociováno s vápníkovými kanály
- fusion a exocytóza – otevření napěťově-řízených vápníkových kanálů vede k fúzi a uvolněné, vznik SNARE komplexu

recyklace vezikul, dva režimy interakce vezikulu s presynaptickou membránou (exocytózy), kiss-and-go (kiss-and-run), tj. vytvoření transientního fúzního póru, uvolnění pouze části vezikulárního obsahu a recyklace vezikulu (častější, závislost na presynaptické koncentraci kalcia a nejen z pohledu vezikul chytřejší způsob interakce než druhý způsob, kiss-and-stay , tj. fúze vezikuly s membránou a uvolnění celého obsahu. SNARE proteiny realizují fúzi vezikuly s membránou (SNARE = soluble NSF-attachment protein (bez vztahu ke SNAP-25), NSF = n-ethylmaleimide sensitive fusion protein, interagují mezi sebou prostřednictvím SNARE motivů (sekvence 60 aminokyselin a tvoří SNARE komplex
- v-SNARE (R-SNARE) – vesicular SNARE, nověji R-SNARE (R=arginin), obsahuje synaptobrevin (VAMP)
- t-SNARE (Q-SNARE) – target SNARE, nověji Q-SNARE (Q=glutamin)m obsahuje syntaxin a SNAP-25
- další proteiny asociované se SNARE komplexem
  - Munc18 – patří mezi SM proteiny a váže se na syntaxin pro regulace fúze
  - Synaptotagmin – vezikulární vápníkový senzor pro iniciace fúze
  - Synaptophysin – vazba na synaptobrevin, funkce nejasná
  - Synucleiny – vazba na SNARE je mechanismem interference botulotoxinu a tetanotoxinu se synaptickou transmisí
- endocytóza – clathrin-coated pits a endosomální budding

#### postsynaptická část
Postsynaptická organizace je komplexnější u excitačních synapsí, tzv. postsynaptická denzita. Postsynaptické receptory nejsou distribuovány rovnoměrně, ale v clusterech, na excitačních synapsích je cca 15–100 AMPARs a 2–30 NMDARs a jedním kvantem glutamátu aktivováno v průměru 20 AMPARs a 3 NMDARs
- proteiny organizující a regulující receptory (SAPs = synapse associated proteins)
  - scaffold proteiny slouží pro prostorová organizace a stabilizace, prostorová asociace receptorů s efektorovými a regulačními proteiny, např. PSD-95 → marker excitačních synapsí, gephyrin → marker inhibičních synapsí
  - kinázy a fosfatázy jsou efektory metabotropních a NMDA receptorů a regulují receptory, mají vliv na genovou expresi
  - proteiny postsynaptické denzity excitačních synapsí:
    - Homer, Shank a GKAP pro strukturální funkco tvorbou komplexů mezi NMDARs a metabotropními glutamátovými receptory, GKAP napojení na PSD-95, přes cortactin spojení s actinem (anchoring)
    - Stargazin – spojuje AMPARs a PSD-95 a regulace traffickingu AMPARs, kromě toho je podjednotkou napěťově řízených vápníkových (L-type) kanálů, mutace stargazinu se projevuje choreiformními „stargazing“ záklony hlavy a ataxií a epileptické absence

TARP a GRIP
- -     - TARP transmembrane AMPAR regulatory protein, GRIP = glutamate receptor interacting protein, regulují trafficking a gating AMPARs
    - ErbB4 – role ve formování synapsí

Cytoskelet ovlivňuje velikost a tvar postsynaptické části synapse a dendritických trnů), dochází k aktin-dependentní remodelaci při plasticitě při napojení na scaffold proteiny. Abnormality proteinů postsynaptické zóny jsou jedním z faktorů patogeneze pervazivních vývojových poruch, autismu, např. Shank KO jako animální model autismu

### Typy chemických synapsí
Morfologické dělení synapsí (podle obrazu v elektronové mikroskopii)

#### asymetrické (Gray type I)
- výrazná postsynaptická denzita
- široká, slaběji (asymetricky) elektrondenzní aktivní zóna
- synaptické vezikuly kulaté
- excitační (glutamátergní)

#### symetrické (Gray type II)
- méně vyjádřená lokální specializace a tedy i menší aktivní zóna o postsynaptická denzita (symetrické)
- oválné až oploštělé vezikuly
- inhibiční (gabaergní)

Centrální synapse, které zprostředkovávají komunikaci mezi centrální nervovou soustavou(CNS) a periferní nervovou soustavou se dělí na 3 typy:
- axodendritická synapse – synapse spojuje axon s dendrity dalšího neuronu, excitační na dendritických trnech (Gray I) A inhibiční na dendritických shaftech, nejvýznamnější u gabaergních somatostatin+ interneuronů
- axoaxonová synapse – spojuje axon přímo s axonem dalšího neuronu, chandellier cells, spíše než na presynaptickém terminálu v oblasti iniciálního segmentu axonu (veto power)
- axosomatická synapse – spojení axonu přímo s buněčným tělem dalšího neuronu, nejvýznamnější u gabaergních basket cells (parvalbumin+)

Kromě centrální synapse existuje i periferní synapse – nervosvalová ploténka
- dendro-dendritické – vzácné, výskyt např. v retině nebo glomerulech čichového bulbu

Druhým typem dělení může být dělení dle funkce synapse, v závislosti na tom, jestli dochází k dráždění (excitaci) či útlumu (inhibici) postsynaptických neuronů.
- inhibiční synapse
- excitační synapse

## Elektrická synapse
Synapse je tvořena dvěma přilehajícími konexinovými hemikanály (connexony) umožňující tok elektrického náboje iontů. Connexony mohou být v otevřeném nebo uzavřeném stavu a převážně pouze jednosměrná transmise. Mohou být axo-dendritické, axo-somatické, axo-axonální i dendro-dendritické, které jsou častější než u chemické synapse. Pannexiny a pannexony na rozdíl od connexonů tvoří jeden kanál namísto dvou hemikanálů.

### Funkce
Elektrický přenos má oproti chemické transimisi zřejmou výhodu v rychlosti a slouží pro rychlá koordinaci a synchronizaci v neuronálních sítích, např. v inhibičním parvalbumin+ interneurony a lokální generování gamma oscilací pomocí přechodných vln synchronizované inhibice nebo CPG (central pattern generators) pro coupling neuronů pro efektivní generátorovou aktivitu (CPG u automatizovaných rytmických pohybů, např. dýchání nebo chůze). Mezi astrocyty dochází také prostorové pufrování K+ při intenzivnější neuronální aktivitě a šíření kalciových vln

### Patologie
Patofofyziologické důsledky poruchy elektrických synapsí:
- Cx-36 a 43 – epilepsie, tj. porucha synchronizace neuronální aktivity, hypersynchronní oscilace
- Cx-32 a 47 – poruchy myelinizace (dysmyelinizace a demyelinizace), přítomné v oligodendrocytech a Schwannových buňkách, dysfunkce jednou z příčin Charcot-Marie-Tooth disease (periferní porucha myelinizace)
- Cx-26 – kongenitální porucha sluchu (exprimován ve vláskových buňkách)